# Natuurpark Sierra de Cardeña y Montoro

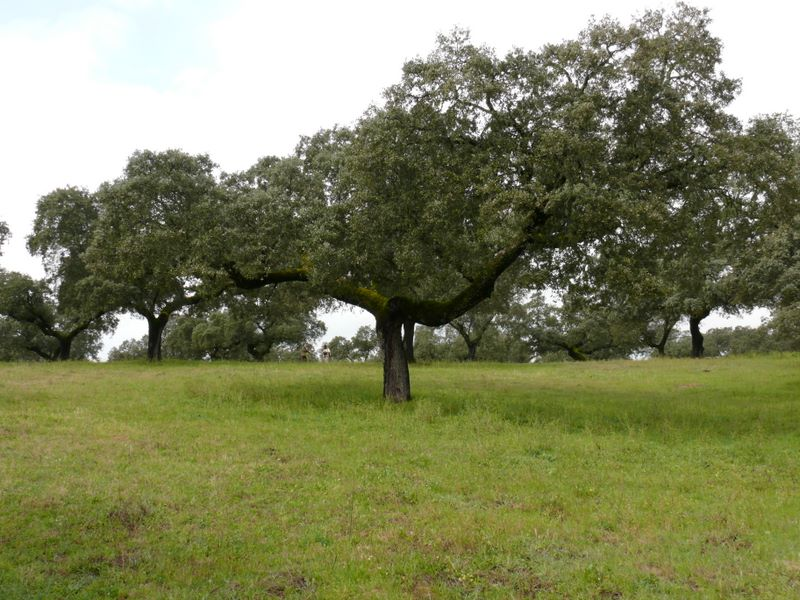

Het Natuurpark  Sierra de Cardeña y Montoro (Spaans: Parque natural Sierra de Cardeña y Montoro) is een natuurpark in de Sierra Morena in Andalusië in Spanje. Het natuurpark werd opgericht in 1989 en is 38449 hectare groot. Het natuurpark omvat dehesas met steeneik en kurkeik.